# Wojska Obrony Powietrznej Wojsk Lądowych Federacji Rosyjskiej
Wojska Obrony Powietrznej – rodzaj wojsk w składzie Wojsk Lądowych Sił Zbrojnych Federacji Rosyjskiej.